# Bell Buckle
Bell Buckle – miasto w Stanach Zjednoczonych, w stanie Tennessee, w hrabstwie Bedford.